# Objaw Trousseau (klasyczny)

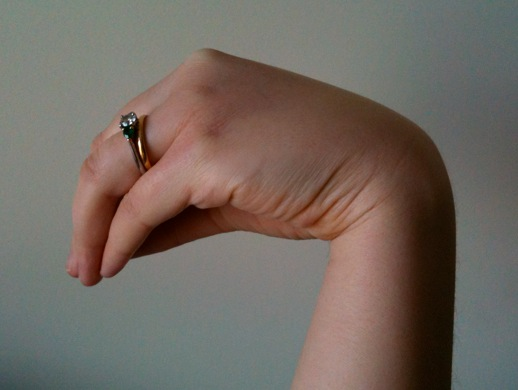
Objaw Trousseau

Objaw Trousseau – objaw kliniczny występujący w przypadku tężyczki hipokalcemicznej.
Polega na zaciśnięciu ręki w tzw. dłoń (rękę) położnika (występuje zgięcie dłoniowe IV i V palca  ręki) podczas uciśnięcia mankietem sfigmomanometru ramienia przez 3 minuty (20 mmHg powyżej ciśnienia skurczowego), co wywołuje niedokrwienie. Odruch ten powoduje problemy z chwytem i zaciśnięciem ręki, ponieważ palce blokują się i zbliżone są do siebie opuszkami.
Objaw opisał Armand Trousseau w 1861 roku.